# 1261 Legia
Az 1261 Legia (ideiglenes jelöléssel 1933 FB) a Naprendszer kisbolygóövében található aszteroida. Eugène Joseph Delporte fedezte fel 1933. március 23-án.